# جسر دالبو

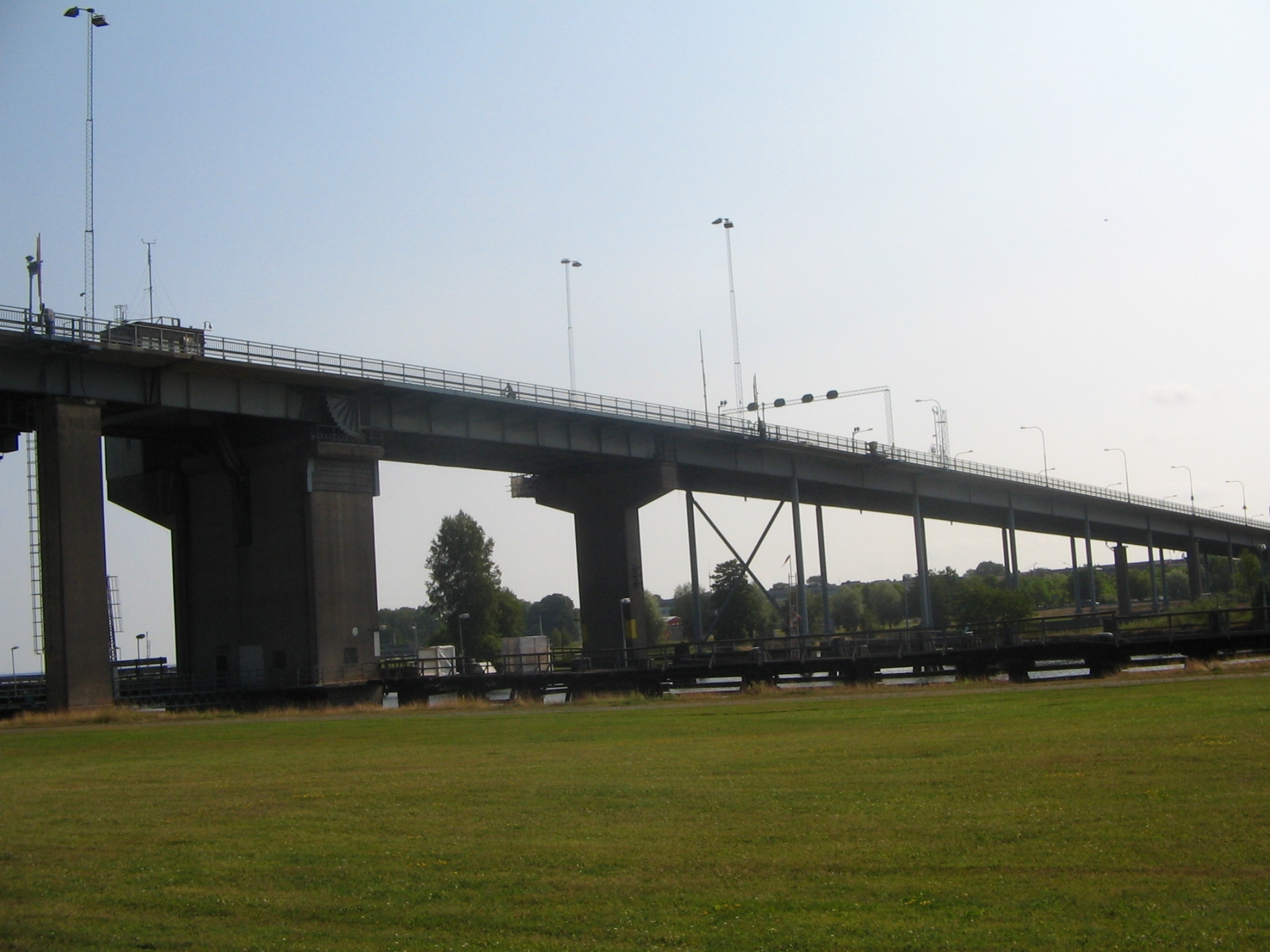
جسر دالبو

جسر دالبو (بالسويدية Dalbobron) وهو جسر متحرك يقع في مدينة فاشبوري في مملكة السويد أفتتح جسر دالبو في سنة 1963 م يبلغ ارتفاع الجسر حوالي 15,5 متر وطوله حوالي 568 متر وعرضه حوالي 17,3 متر.